# Saison 13 de Bleach
Cet article présente la saison 13 de Bleach.

## Saison 13
Cette saison a été diffusée du 28 juillet 2009 au 6 avril 2010 (épisodes 230 à 265) sur TV Tokyo. Elle est composée de 36 épisodes.
| No | Titre français                                                           | Titre japonais               | Titre japonais                                                              | Date de 1re diffusion |
| No | Titre français                                                           | Kanji                        | Rōmaji                                                                      | Date de 1re diffusion |
| --- | ------------------------------------------------------------------------ | ---------------------------- | --------------------------------------------------------------------------- | --------------------- |
| 230 | Un nouvel ennemi ! Le Zanpakutô matérialisé                              | 新たなる敵！斬魄刀実体化     | Arata naru teki! Zanpakutō jittai-ka                                        | 28 juillet 2009       |
| Un nouvel ennemi nommé Muramasa, qui est en réalité un Zanpakuto matérialisé, doit libérer ses congénères des âmes des shinigamis. Note : Cet épisode débute l'arc filler majeur « Muramasa : La Matérialisation du Zanpakutō ». |                                                                          |                              |                                                                             |                       |
| 231 | Byakuya, disparaissant avec les fleurs de cerisier                       | 白哉、桜と共に消ゆ           | Byakuya, sakura totomo ni shō yu                                            | 4 août 2009           |
| Byakuya se bat contre Senbonzakura. Cependant Byakuya a des difficultés et disparaît dans les mille fleurs de son épée. Son corps n'est pas retrouvé et Rukia s'inquiète. |                                                                          |                              |                                                                             |                       |
| 232 | Sode no Shirayuki contre Rukia ! L'Illusion du cœur                      | 袖白雪ＶＳルキア！心の惑い   | Sode no Shirayuki vs. Rukia ! Kokoro no madoi                               | 11 août 2009          |
| Tous les Zanpakutos libérés, ils passent la nuit à détruire le Gotei 13 avant de s'éclipser. Ichigo a retrouvé Rukia effondrée à cause de son combat contre Sode no Shirayuki et se trouve maintenant face à Muramasa. |                                                                          |                              |                                                                             |                       |
| 233 | Zangetsu devient un ennemi                                               | 敵となった斬月               | Teki to natta Zangetsu                                                      | 18 août 2009          |
| Avec difficulté, il commence le combat contre le Zanpakuto ennemis et ce dernier arrive aisément à pénétrer l'âme d'Ichigo pour libérer Zangetsu. Un combat intense commence entre Ichigo et son épée. Zangetsu a l'avantage durant toute la première partie du combat jusqu'à ce qu'Ichigo se fasse dominer par son hollow. Sa transformation atteint un stade avancé mais il arrive tout de même à reprendre le contrôle de son corps en utilisant toute son énergie. |                                                                          |                              |                                                                             |                       |
| 234 | Renji surpris !? Les Deux Zabimaru                                       | 恋次驚愕!? 2人の蛇尾丸       | Renji kyōgaku!? Futari no Zabimaru                                          | 25 août 2009          |
| Le Zanpakuto ennemi va directement dans l'âme d'Ichigo pour trouver cette puissance dévastatrice que possède Ichigo : c'est alors qu'apparaît Shirosaki (nom du hollow d'Ichigo). Muramasa essaye de ramener le hollow à sa cause mais ceci ne se déroule pas comme prévu, ainsi commence le combat. Pendant ce temps, Hisagi fait face à son Zanpakuto, idem pour Renji, qui fait face à deux Zanpakutos, essaye de comprendre. |                                                                          |                              |                                                                             |                       |
| 235 | Clash ! Hisagi contre Kazeshini                                          | 激突！檜佐木vs風死           | Gekitotsu! Hisagi vs Kazeshini                                              | 1er septembre 2009    |
| Muramasa se bat contre Shirosaki jusqu'à ce qu'Ichigo s'en mêle en s'alliant avec son hollow pour retirer l’ennemi de son âme. Le réél combat entre Renji et Zabimaru commence. |                                                                          |                              |                                                                             |                       |
| 236 | Libération ! Le Nouveau Getsuga Tenshô                                   | 放て！新たなる月牙天衝       | Hanate! Arata naru Getsuga Tenshō                                           | 8 septembre 2009      |
| Suite et fin du combat d'Hisagi contre Kazeshini. Hisagi est gravement blessé mais Kira arrive pour mettre fin à la bataille. De son côté, Ichigo, avec l'aide de son hollow mais sans transformation, se bat contre Zangetsu. La fin du combat entre Renji et Zabimaru se fait sentir, ils s'entendent sur leurs motivations et avec sa volonté, Renji reprend le contrôle en libérant ses partenaires qui étaient sous hypnose. |                                                                          |                              |                                                                             |                       |
| 237 | Soi Fon, entourant le Zanpakutō                                          | 砕蜂、斬魄刀を包囲せよ       | Soi Fon, zanpakutō o hōi seyo                                               | 15 septembre 2009     |
| Ichigo comprend que pour récupérer un Zanpakutô, il faut le battre soi-même. Pendant ce temps, les Zanpakutô discutent de leur côté et se mettent d'accord pour attraper Ichigo vivant. Alors que Rukia est toujours clouée au lit, Ichigo lui promet d'aller à la recherche de Byakuya. Lors de cette recherche, il assomme des gardes, qui sont retrouvés par Ômaeda et quelques hommes. Ômeada va se battre contre son Zanpakutô, Gegetsuburi, qui est accompagné par celui d'Ikkaku, Hôzukimaru. Ils sont interrompus par l'arrivée d'Ikkaku et d'Ichigo, qui envoie un pan de mur contre Ômaeda par erreur. Ikkaku fait avec son Zanpakutô sa danse de la chance pour vérifier si c'est bien lui. Une bataille commence entre les deux, pendant que Gegetsuburi se bat contre Ichigo, vu que son maître est inconscient. Ils sont interrompus par l'arrivée des Commandos Secrets qui les encerclent, accompagnés de plusieurs capitaines. Gegetsuburi est capturé vivant et confié au Bureau de Développement Technique. Hôzukimaru dit en avoir marre de ce combat et s'en va, avec Ichigo à ses trousses, mais une masse de pétales lui barre la route, le forçant à sortir son bankai et il aperçoit Byakuya au loin. |                                                                          |                              |                                                                             |                       |
| 238 | Amitié ? Haine ? Haineko et Tobiume                                      | 友情？嫌悪？灰猫＆飛梅       | Yūjō? Keno? Haineko & Tobiume                                               | 22 septembre 2009     |
| 239 | Le Réveil de Hyôrinmaru ! Le Combat acharné d'Hitsugaya                  | 目覚めよ氷輪丸！日番谷激闘   | Mezameyo Hyōrinmaru! Hitsugaya gekitou                                      | 29 septembre 2009     |
| 240 | La Trahison de Byakuya !                                                 | 裏切りの白哉                 | Uragiri no Byakuya!                                                         | 6 octobre 2009        |
| 241 | Pour la fierté ! Byakuya contre Renji                                    | 誇りのために！白哉VS恋次     | Hokori no tame ni! Byakuya VS Renji                                         | 13 octobre 2009       |
| 242 | Shinigami et Zanpakutô, sortie totale                                    | 死神＆斬魄刀、総出撃         | Shinigami & zanpakutō, sou shutsugeki                                       | 20 octobre 2009       |
| 243 | Duel ! Ichigo contre Senbonzakura !                                      | 一騎打ち！一護VS千本桜       | Ikkiuchi! Ichigo VS Senbonzakura                                            | 27 octobre 2009       |
| 244 | L'homme tant attendu… Kenpachi apparaît !                                | 満を持して…剣八登場！        | Man o jishite...Kenpachi toujou!                                            | 3 novembre 2009       |
| 245 | Il faut poursuivre Byakuya ! Confusion dans le Gotei 13                  | 白哉を追え！混乱の護廷隊     | Byakuya o oe! Konran no Gotei tai                                           | 10 novembre 2009      |
| 246 | Mission spéciale ! À la rescousse du capitaine-commandant Yamamoto !     | 特務！山本総隊長を救出せよ！ | Tokumu! Yamamoto sou taichou o kyuushutsu seyo!                             | 17 novembre 2009      |
| 247 | Les Shinigamis dupés ! La crise d'un monde qui s'effondre                | 騙された死神！世界崩壊の危機 | Damasareta shinigami! Sekai houkai no kiki                                  | 24 novembre 2009      |
| 248 | Dragon de glace et dragon de feu ! La confrontation des plus puissants ! | 氷の龍と炎の龍！最強対決！   | Kouri no ryuu to honou no ryuu! Saikyou taiketsu!                           | 1er décembre 2009     |
| 249 | Le Bankai de Senbonzakura ! La Bataille du monde des vivants             | 千本桜卍解！現世の攻防       | Senbonzakura bankai! Gensei no koubou                                       | 8 décembre 2009       |
| 250 | Cet homme, pour le bien des Kuchiki                                      | その男・朽木家ゆえに         | Sono otoko・Kuchiki ka yue ni                                               | 15 décembre 2009      |
| 251 | Histoire obscure ! Le plus mauvais Shinigami nait                        | 闇の歴史！最凶の死神、誕生   | Yami no rekishi! Saikyō no shinigami, tanjō                                 | 22 décembre 2009      |
| 252 | Byakuya, la vérité sur sa trahison                                       | 白哉、裏切りに隠された真実   | Byakuya, uragiri ni kakusa re ta shinjitsuuragiri ni kakusa re ta shinjitsu | 5 janvier 2010        |
| 253 | La vraie identité de Muramasa est révélée                                | 明かされた村正の正体         | Akasa re ta Muramasa no shōtai                                              | 12 janvier 2010       |
| 254 | Byakuya et Renji, de retour dans la sixième division                     | 白哉と恋次、六番隊再び       | Byakuya to Renji, roku ban tai futatabi                                     | 19 janvier 2010       |
| 255 | Chapitre final : Les Histoires inconnues des Zanpakutô                   | 終章・斬魄刀異聞篇           | Shūshō•Zanpakutō Ibun Hen                                                   | 26 janvier 2010       |
| 256 | La Colère de Byakuya ! La Chute de la famille Kuchiki                    | 怒りの白哉！朽木家崩壊       | Ikari no Byakuya! Kuchiki-ka hōkai                                          | 2 février 2010        |
| Note : Cet épisode débute l'arc mineur « Tou-jū ». |                                                                          |                              |                                                                             |                       |
| 257 | Un nouvel ennemi ! La Vraie Nature des épées bestiales                   | 新たな敵！刀獣の正体         | Arata na teki! Gatana-jū no shōtai                                          | 9 février 2010        |
| 258 | Serpent errant, singe torturé                                            | 迷子の蛇 受難の猿            | Maigo no hebi, jyunan no zaru                                               | 16 février 2010       |
| Alors qu'ils partent à la recherche d'un Zanpakuto sauvage, Renji et Zabimaru vont devoir affronter une difficulté. Hebino va vouloir profiter de sa liberté et agir comme un Zanpakuto sauvage. Accueilli par Karin et Yuzu, Hebino va finalement revenir à la raison et parvient à battre le Toju avec l'aide de Renji pour repartir vers la Soul Society. |                                                                          |                              |                                                                             |                       |
| 259 | Terreur ! Le monstre qui se cache sous terre                             | 恐怖！地下に潜む怪物         | Kyōfu! Chika ni hisomu kaibutsu                                             | 23 février 2010       |
| Une équipe de shinigamis va pourchasser un Toju qui vole les membres de la Soul Society. C'est l'équipe menée par Ikkaku qui va s'en charger. |                                                                          |                              |                                                                             |                       |
| 260 | Conclusion !? Hisagi contre Kazeshini !                                  | 決着！？檜佐木VS風死         | Kecchaku!? Hisagi VS Kazeshini                                              | 2 mars 2010           |
| Kazeshini, le Zanpakuto d'Hisagi est bien décidé à combattre son propre maître en raison du désaccord moral qui les oppose. Cependant, une rencontre va venir tout changer. |                                                                          |                              |                                                                             |                       |
| 261 | La Personne aux capacités inconnues ! Orihime est prise pour cible       | 未知なる能力者！狙われた織姫 | Michi naru nōryoku sha! Nera wa re ta Orihime                               | 9 mars 2010           |
| Une nouvelle élève arrive à l'école de Karakura. Au même moment, plusieurs agressions sur des lycéennes sont recensées. Très vite, Ichigo et Rukia vont rechercher un lien entre les deux et aider Inoue, prise d'amitié pour la nouvelle venue. |                                                                          |                              |                                                                             |                       |
| 262 | Haineko crie ! Les Tragiques Épées bestiales                             | 灰猫号泣！悲劇の刀獣         | Haineko gōkyū! Higeki no tou-jū                                             | 16 mars 2010          |
| Haineko a pour ordre de chasser un Toju. Mais lorsqu'elle le trouve, elle en tombe amoureuse et le soigne en toute discrétion des Shinigami. Cependant, le jour arrive où le Zanpakuto commence à se transformer réellement en Toju, le rendant désormais incontrôlable. |                                                                          |                              |                                                                             |                       |
| 263 | Emprisonnement ?! Senbonzakura et Zabimaru                               | 幽閉？！千本桜＆蛇尾丸       | Yūhei?! Senbonzakura & Zabimaru                                             | 23 mars 2010          |
| Zabimaru est chargé lui aussi de retrouver un Zanpakuto sauvage. Mais lorsqu'ils pensent enfin l'avoir battu, il baisse sa garde et c'est finalement Senbonzakura qui en vient à bout et qui reçoit les éloges. Les Zanpakuto de Renji et de Byakuya ont ensuite pour mission de le ramener au quartier scientifique de la douzième division. |                                                                          |                              |                                                                             |                       |
| 264 | Bataille de femmes ? Nanao contre Katen Kyôkotsu !                       | 女の戦い？七緒ＶＳ花天狂骨   | Onna no tatakai? Nanao VS Katen Kyōkotsu                                    | 30 mars 2010          |
| Le capitaine Kyoraku envoie une partie de son Zanpakuto (Katen Kyokotsu) et sa vice-capitaine Nanao pour combattre un Toju ensemble. Cependant, la mission va vite s'avérer compliqué car les deux compères ne parviennent pas à s'entendre. |                                                                          |                              |                                                                             |                       |
| 265 | Évolution ?! La Merveille du final des épées bestiales                   | 進化！？最後の刀獣の驚異     | Shinka?! Saigo no tou-jū no kyoui                                           | 6 avril 2010          |
| Lorsque Kazeshini tente de détruire un Zanpakuto sauvage au sein du Seireitei, celui-ci disparaît avant que ce dernier lui porte le coup fatal. Tous les Zanpakuto sous leurs formes matérialisées vont se rendre compte qu'il existe un ultime Toju qui aspire le reaitsu des plus faibles. Une lutte acharnée se prépare. Note : Cet épisode clôture l'arc mineur « Tou-jū » et l'arc filler majeur « Muramasa : La Matérialisation du Zanpakutō ». |                                                                          |                              |                                                                             |                       |

#### Épisodes japonais
1. 1 2 3 4 5 6 7 8 9 10  (ja) « Bleach - Épisodes 227 à 239 », TV Tokyo (consulté le 30 novembre 2011)
2. 1 2 3 4 5 6 7 8 9 10 11 12  (ja) « Bleach - Épisodes 240 à 251 », TV Tokyo (consulté le 30 novembre 2011)
3. 1 2 3 4 5 6 7 8 9 10 11 12 13  (ja) « Bleach - Épisodes 252 à 264 », TV Tokyo (consulté le 30 novembre 2011)
4. ↑  (ja) « Bleach - Épisodes 265 à 277 », TV Tokyo (consulté le 30 novembre 2011)

#### Épisodes français
1. 1 2 3 4 5 6 7 8 9 10 11 12  « Bleach - Épisodes 230 à 241 » sur Anime.kaze.fr, consulté le 27 février 2013
2. 1 2 3 4 5 6 7 8 9 10 11 12  « Bleach - Épisodes 242 à 253 » sur Anime.kaze.fr, consulté le 9 août 2013
3. 1 2 3 4 5 6 7 8 9 10 11 12  « Bleach - Épisodes 254 à 265 » sur Anime.kaze.fr, consulté le 9 août 2013